# Planopulvinulina
Planopulvinulina es un género de foraminífero bentónico de la Subfamilia Sestronophorinae, de la Familia Eponididae, de la Superfamilia Discorboidea, del Suborden Rotaliina y del Orden Rotaliida. Su especie-tipo es Pulvinulina dispansa. Su rango cronoestratigráfico abarca desde el Paleógeno hasta la Actualidad.

## Clasificación
Planopulvinulina incluye a las siguientes especies:
- Planopulvinulina dispansa
- Planopulvinulina queraltensis